# Saipem

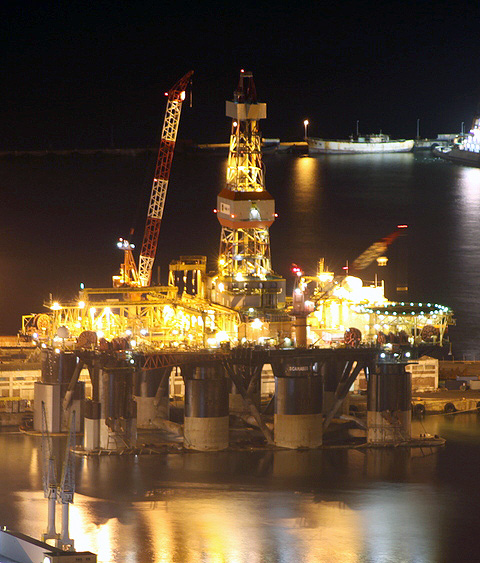
Den av Saipem byggda plattformen Scarabeo 7.

Saipem, akronym för Società Azionaria Italiana Perforazione e Montaggi, med huvudkontor i San Donato Milanese är ett företag inom Enisfären som tillverkar och installerar maskiner, plattformar och ytterligare produkter för olje- och gasutvinning samt anläggning av pipelines och borrningsverk.

## Historia
Namnet Saipem togs 1957 men företaget grundades redan 1940 som SAIP (Società Anonima Imprese Perforazioni). Redan då fanns kopplingen till Eni då dess föregångare Agips tidigare ordförande Alfredo Giarratana ledde bolaget. SAIP sysslade med borrning. 1943 blev det en del av Ente Nazionale Gas och 1949 följde uppdragen för Agip (som i sin tur omvandlades till Eni 1953).
Eni övertog hela SAIP och 1955 utfördes de första uppdragen utomlands, i Frankrike och Somalia. Arbetena skedde tillsammans med Agip. Saipem blev det nya namnet sedan man slagit samman en del av ett att Eni-bolag, Snams anläggningsverksamhet, med SAIP 1957. Några år senare blev Saipem en del av Snam. De följande åren konstruerade och anlade så Saipem det italienska gasnätet. 1958 följde anläggandet av det första raffinaderiet utomlands i Libanon. Borrplattformen Gatto Selvatico som stod klar 1960 var ett stort utvecklingssteg.

När Agip och Snam initierade en satsning på planering och uppförande av oljeindustrianläggningar skapade detta ett antal projekt kring raffinaderier och pipelines. 1966 övertog Saipem Agips operativa borrning och blev 1969 ett aktiebolag. 1984 följde börsintroducering på börsen i Milano. 
2001 startade Saipem en rad övertagande av bolag som nådde sin topp 2002 med övertagandet av Bouygues Offshore. 2006 följde övertagandet av Snamprogetti.

## Verksamhetsområden

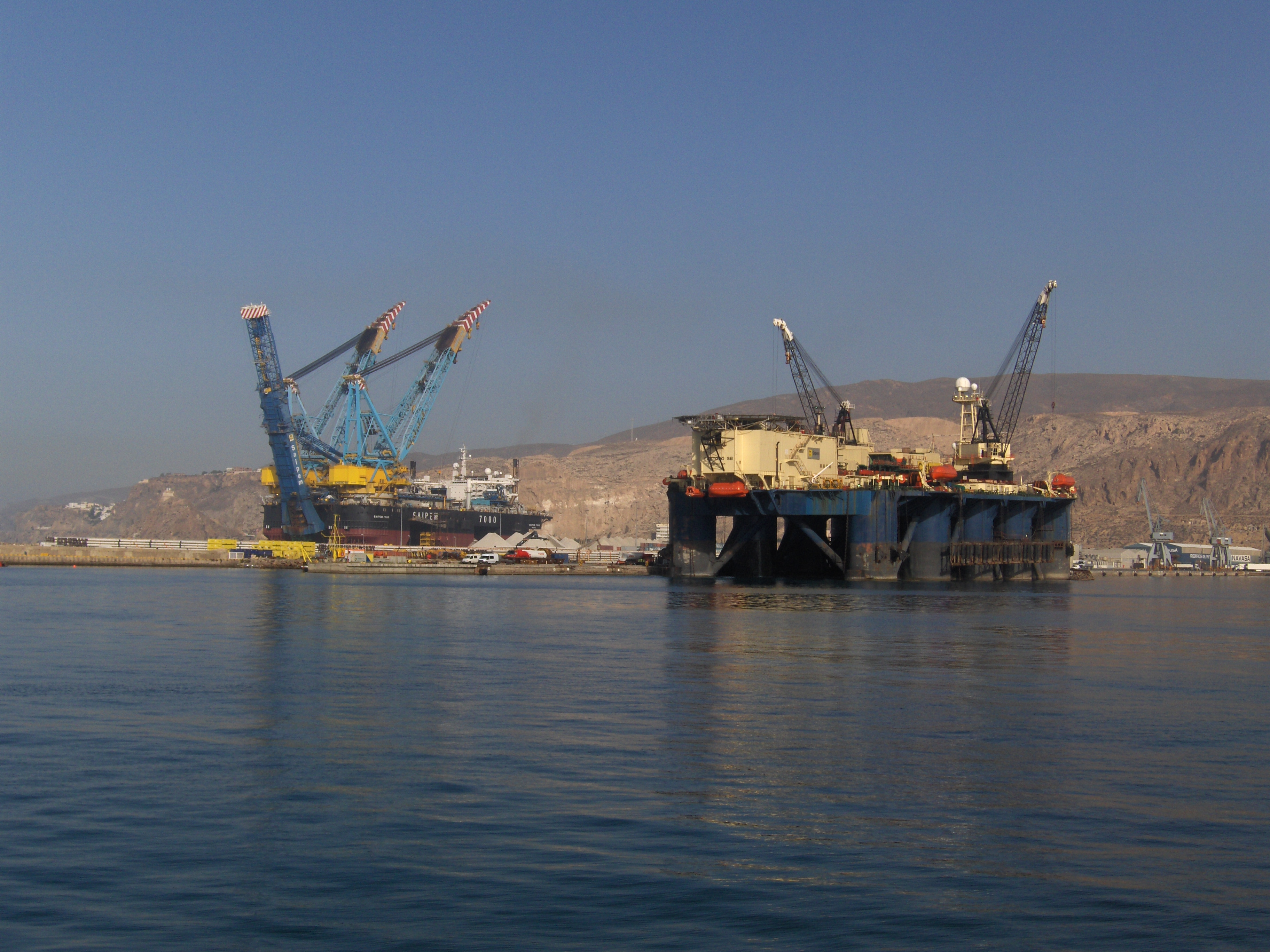
Arbetsfartyget Saipem 7000

Saipem är uppdelat i tre verksamhetsområden
- Offshore: arbete med installering och nedmontering av plattformar och pipelines
- Onshore: Konstruktion och byggande av alla typer av plattformar, anläggning av pipelines
- Borrning: klassisk rörborrning till land och sjöss

### Utrustning
Saipem har en av de största flottorna för arbete inom offshore, däribland ett av de största borrningsfartygen i världen, Saipem 10 000. Man har flera halvdykande oljeplattformar för borrning på djupvatten, de så kallade Scarabeo och fyra borrplattformar under namnet Perro Negro. För uppförande, ombyggnad och nedmontering av offshoreanläggningar och pipelines har man 29 fartyg med flaggskeppet Saipem 7000. 